# پیش از جنگ با اسکیموها
پیش از جنگ با اسکیموها یکی از داستان‌های کتاب مجموعهٔ «نه داستان» جروم دیوید سلینجر است که در ایران به نام دلتنگی‌های نقاش خیابان چهل و هشتم منتشر شده است.